# 잭 로
존 찰스 "잭" 로(John Charles "Jack" Rowe, 1856년 12월 8일 ~ 1911년 4월 25일)는 19세기 메이저 리그 야구 선수로, 메이저 리그에서 총 11시즌을 뛰며 통산 타율 .286, 1,256안타, 764득점을 기록했다.